# Тамбово-Саратовская железная дорога
Тамбо́во-Сара́товская желе́зная доро́га  — железная дорога в Российской империи, названа по крайним пунктам: Тамбову на северо-западе и Саратову на юго-востоке.

## История
Вопрос о сооружении железной дороги от Саратова до Тамбова впервые возник в 1866 году на первом Саратовском губернском земском собрании.
В апреле 1867 года Комитет железных дорог утвердил направление железной дороги от Тамбова к Саратову через Кирсанов и Аткарск. Саратовское и Кирсановское земства провели изыскания, составили сметы и ходатайствовали о выдаче им концессии. Однако ряд обстоятельств помешали быстрой постройке дороги.
Борисоглебское земство, получившее 21 марта 1868 года концессию на дорогу от Грязей до Борисоглебска, немедленно приступило к работам, но реализовать акционерный капитал на эту постройку не могло. Поэтому земство вошло с новым ходатайством к правительству о разрешении проложить дорогу до Камышина или Царицына. В то же время возник вопрос о сооружении железной дороги от Моршанска к Самаре, о чём ходатайствовали Пензенское и Самарское земства, а Оренбургский генерал-губернатор настаивал на необходимости связать рельсовым путём Оренбург с Самарой. Сооружение к низовьям Волги сразу трех дорог одновременно признавалось невозможным.
Вследствие такого осложнения, уполномоченные Саратовского и Кирсановского земств, выступили с новым предложением построить дорогу исключительно средствами земств, без всякой гарантии правительства. Кроме того, не ожидая окончательного решения дела и получения концессии, Саратовский земский комитет заключил 21 июня 1868 года контракт на сооружение железной дороги.
10 октября 1868 года концессия на Тамбовско-Саратовскую дорогу была утверждена на следующих основаниях: земства Саратовской губернии и Кирсановского уезда вместе с Саратовским городским обществом принимают на себя обязанность образовать акционерное общество для устройства и эксплуатации Саратовско-Тамбовской железной дороги.
Тамбово-Саратовская железная дорога строилась в три этапа: первый участок Тамбов — Умет открыт для движения 9 августа 1870 года, второй Умёт — Аткарск 14 января 1871 года и третий Аткарск — Саратов — 4 июля 1871 года. Построены паровозные депо Тамбов, Ртищево, Аткарск, Саратов.
Вскоре после открытия Тамбовско-Саратовской железной дороги выяснилось, что эксплуатация дороги обходилась непомерно дорого, общество не может обеспечить акционерам гарантированный процент дохода и вследствие этого, последовал переход дороги из собственности общества Тамбово-Саратовской железной дороги в собственность казны.
После перехода в казну Тамбовско-Саратовской дороги у правительства возникло стремление выкупить и Тамбово-Козловскую дорогу для того, чтобы образовать линию Саратов — Козлов. Однако владельцы Тамбово-Козловской дороги не согласились на предлагаемые правительством условия выкупа акций на 8 % ниже их биржевой стоимости.
Но, после издания закона 8 марта 1889 года о железнодорожных тарифах, общество Тамбово-Козловской железной дороги вновь возбудило вопрос о досрочном выкупе дороги.
С 1 января 1891 года Тамбово-Саратовская дорога объединяется с Тамбово-Козловской дорогой под названием Козлово-Саратовская железная дорога. В 1892 году Козлово-Саратовская линия сдаётся в аренду обществу Рязано-Уральской железной дороги.
В 1953 году Рязано-Уральская железная дорога расформировывается и бывшая Тамбово-Саратовская железная дорога оказывается поделенной на две части: западный участок принадлежит Юго-Восточной дороге, а восточный участок Приволжской железной дороге. По состоянию на 2005 год границей между этими двумя дорогами является станция Благодатка (станция Юго-Восточной дороги, находится вблизи станции Ртищево).